# Sophie Cordier
Sophie Cordier es una deportista francesa que compitió en tiro con arco, en la modalidad de arco compuesto.
Ganó una medalla en el Campeonato Mundial de Tiro con Arco en Sala de 1997. Además, obtuvo una medalla en el Campeonato Europeo de Tiro con Arco al Aire Libre de 1994 y dos medallas en el Campeonato Europeo de Tiro con Arco en Sala, en los años 1996 y 1998.

## Palmarés internacional
| Campeonato Mundial en Sala       | Campeonato Mundial en Sala | Campeonato Mundial en Sala | Campeonato Mundial en Sala |
| Año                              | Lugar                      | Medalla                    | Prueba                     |
| -------------------------------- | -------------------------- | -------------------------- | -------------------------- |
| 1997                             | Estambul (Turquía)         | Medalla de plata           | Equipo                     |
| Campeonato Europeo al Aire Libre |                            |                            |                            |
| Año                              | Lugar                      | Medalla                    | Prueba                     |
| 1994                             | Nymburk (República Checa)  | Medalla de oro             | Equipo                     |
| Campeonato Europeo en Sala       |                            |                            |                            |
| Año                              | Lugar                      | Medalla                    | Prueba                     |
| 1996                             | Mol (Bélgica)              | Medalla de plata           | Equipo                     |
| 1998                             | Oldenburgo (Alemania)      | Medalla de oro             | Equipo                     |
| 1998                             | Oldenburgo (Alemania)      | Medalla de bronce          | Individual                 |